# 下越地方
| 下越地方のデータ |                                                 |
| 国               | 日本                                            |
| 地方             | 中部地方、北陸地方、 甲信越地方                 |
| 面積             | 4,678.77 km2                                    |
| 国勢調査         | 1,235,677 人 （2010年10月1日）                  |
| 推計人口         | 1,124,413 人 （全県比：53.8%） （2025年2月1日） |
| 人口密度         | 240.3 人/km2 （2025年2月1日）                   |

下越地方（かえつちほう）は、新潟県の北東部に位置し、中心都市は新潟市である。新潟県は地理的に4つの地域に分けられるがその一つである。他の3つは上越地方・中越地方・佐渡地方。
かつての越後国（現在の新潟県本州部分）は、上方に近い方から（南から北に）上越後（かみえちご）、中越後（なかえちご）、下越後（しもえちご）と呼ばれていた。そのうち、「下越後」を略した「下越」が新潟県北東部の地域名として用いられるようになった。

## 概要
西を日本海に、東を越後山脈に、北を鼠ヶ関に挟まれた地方である。令制国の越後国のうち、蒲原郡の大部分と、沼垂郡、岩船郡の全域に当たる。明治以降の郡では、ほぼ北蒲原郡、西蒲原郡、東蒲原郡、中蒲原郡、岩船郡に当たる。
上越新幹線や国道17号（8号重複）・北陸自動車道（関越自動車道新潟線）が通り、中越地方同様群馬県・埼玉県・東京都等の関東地方との関係が深い。
また、新津駅が羽越本線と磐越西線の合流地である点や、第二次大戦前までは阿賀野川流域で舟運が行われていたことなどから、阿賀北地域を中心として古くより山形県庄内地方・置賜地方や福島県会津地方との交流も多かった。

## 地理

### 市町村
新潟県庁や気象庁の定義によると、下越地方には以下の7市2町3村が含まれる。また、新潟県の人口の半数以上が集中している。
- 新潟市
- 新発田市
- 村上市
- 燕市
- 五泉市
- 阿賀野市
- 胎内市

- 北蒲原郡
  - 聖籠町
- 岩船郡
  - 関川村
  - 粟島浦村
- 西蒲原郡
  - 弥彦村
- 東蒲原郡
  - 阿賀町

### 地形
- 川：信濃川、阿賀野川、荒川
- 山：弥彦山、五頭山、飯豊山、朝日岳、御神楽岳
- 山脈：越後山脈
- 平野：越後平野
- 海岸：笹川流れ
- 温泉 : 瀬波温泉、月岡温泉、村杉温泉、咲花温泉、岩室温泉、弥彦温泉

### 気候
阿賀町や関川村など山間部の一部地域は豪雪地帯対策特別措置法において特別豪雪地帯に指定されており、1 mを超える積雪深が見られる。しかし新潟市をはじめとした平野部の大半の地域は年間の最大値でも10～数十 cmほどである。

## 都市雇用圏（10%通勤圏）の変遷
金本良嗣・徳岡一幸によって提案された都市圏。細かい定義等は都市雇用圏に則する。一般的な都市圏の定義については都市圏を参照のこと。

### 新潟都市圏
- 新潟都市圏

### その他の都市圏
- 10% 通勤圏に入っていない自治体は、各統計年の欄で灰色かつ「-」で示す。

| 自治体 ('80) | 1980年                | 1990年                | 1995年                | 2000年                | 2005年                | 自治体 （現在） |
| ------------ | --------------------- | --------------------- | --------------------- | --------------------- | --------------------- | --------------- |
| 燕市         | 燕 都市圏             | 燕 都市圏             | 燕 都市圏             | 燕 都市圏             | 三条 都市圏           | 燕市            |
| 分水町       | 燕 都市圏             | 燕 都市圏             | 燕 都市圏             | 燕 都市圏             | 三条 都市圏           | 燕市            |
| 吉田町       | 燕 都市圏             | 燕 都市圏             | 燕 都市圏             | 燕 都市圏             | 三条 都市圏           | 燕市            |
| 弥彦村       | 燕 都市圏             | 燕 都市圏             | 燕 都市圏             | 燕 都市圏             | 三条 都市圏           | 弥彦村          |
| 五泉市       | 五泉 都市圏 6万7574人 | 五泉 都市圏 6万5902人 | 五泉 都市圏 6万0354人 | 五泉 都市圏 6万3086人 | 新潟 都市圏           | 五泉市          |
| 村松町       | 五泉 都市圏 6万7574人 | 五泉 都市圏 6万5902人 | 五泉 都市圏 6万0354人 | 五泉 都市圏 6万3086人 | 新潟 都市圏           | 五泉市          |
| 三川村       | 五泉 都市圏 6万7574人 | 五泉 都市圏 6万5902人 | -                     | 五泉 都市圏 6万3086人 | -                     | 阿賀町          |
| 津川町       | -                     | -                     | -                     | -                     | -                     | 阿賀町          |
| 鹿瀬町       | -                     | -                     | -                     | -                     | -                     | 阿賀町          |
| 上川村       | -                     | -                     | -                     | -                     | -                     | 阿賀町          |
| 村上市       | 村上 都市圏 5万8884人 | 村上 都市圏 5万6444人 | 村上 都市圏 5万5764人 | 村上 都市圏 6万6032人 | 村上 都市圏 5万2309人 | 村上市          |
| 神林村       | 村上 都市圏 5万8884人 | 村上 都市圏 5万6444人 | 村上 都市圏 5万5764人 | 村上 都市圏 6万6032人 | 村上 都市圏 5万2309人 | 村上市          |
| 朝日村       | 村上 都市圏 5万8884人 | 村上 都市圏 5万6444人 | 村上 都市圏 5万5764人 | 村上 都市圏 6万6032人 | 村上 都市圏 5万2309人 | 村上市          |
| 荒川町       | -                     | -                     | -                     | 村上 都市圏 6万6032人 | 新潟 都市圏           | 村上市          |
| 山北町       | -                     | -                     | -                     | -                     | -                     | 村上市          |
| 関川村       | -                     | -                     | -                     | -                     | -                     | 関川村          |
| 粟島浦村     | -                     | -                     | -                     | -                     | -                     | 粟島浦村        |

- 2005年4月1日：津川町、鹿瀬町、三川村、上川村が新設合併し阿賀町が発足。
- 2005年9月1日：中条町、黒川村が新設合併し胎内市が発足。
- 2006年1月1日：五泉市、村松町が新設合併し新たに五泉市が発足。
- 2008年4月1日：村上市、荒川町、神林村、朝日村、山北町が新設合併し新たに村上市が発足。

## 交通

### 広域移動
- 中越地方、群馬県、埼玉県、東京都など：信越本線（宮内駅以南は上越線）・上越新幹線や関越自動車道・国道17号などで連絡している。
- 上越地方、富山県など：信越本線・えちごトキめき鉄道や北陸自動車道・国道8号などで連絡している。
- 福島県（会津地方、浜通り）：磐越西線・磐越自動車道・国道49号で連絡している。磐越道を経由する新潟 - 会津若松間の高速バスは、県外線では唯一予約が不要で、県内高速バスカードが使用可能である。
- 山形県庄内地方、秋田県：羽越本線や国道7号で結ばれており、現在では日本海東北自動車道が青森方面に向けて建設中である。
- 佐渡島：佐渡汽船が新潟港 - 両津港でカーフェリーやジェットフォイルを毎日運航している。

### 地域内移動
新潟 - 村上間、新潟 - 新発田間の移動は、羽越本線・白新線、国道7号新潟バイパス、新新バイパス、新発田バイパス、中条黒川バイパス、村上バイパスなどが便利である。新潟 - 五泉間、新潟 - 津川間は、磐越自動車道や磐越西線が便利である。また、国道460号が、新潟市を取り囲むように周辺市町村を結んでいる。

### 鉄道
全線がJR東日本新潟支社のエリアとなっている。なお、信越本線の長岡駅以北、越後線の吉田駅以北、弥彦線、白新線の全線、羽越本線の新津駅 - 新発田駅、および磐越西線新津駅 - 五泉駅の区間は新潟近郊区間に指定されている（上越新幹線の燕三条駅 - 新潟駅間は指定されていない）。
JR東日本
- 上越新幹線
- 信越本線
  - （沼垂貨物支線）
  - （臨港貨物支線）

- 羽越本線
- 白新線
- 磐越西線

- 越後線
- 弥彦線
- 米坂線
- 新潟東港鉄道（貨物）

#### 廃線
- 新潟交通電車線
- 蒲原鉄道線
- 旧国鉄赤谷線

### 道路
高速自動車国道
- 北陸自動車道（関越自動車道新潟線）
- 磐越自動車道
- 日本海東北自動車道

自動車専用道路及びそれに準じる高規格道路
- 新潟西バイパス（国道116号・国道289号）
- 新潟バイパス（国道7号・国道8号・国道17号）
- 新新バイパス（国道7号）
- 栗ノ木バイパス（国道7号）
- 亀田バイパス（国道49号）
- 新津バイパス（国道403号）
- 新津南バイパス
- 新津東バイパス
- 横雲バイパス
- 白根バイパス

一般国道
- 国道7号
- 国道8号
- 国道17号
- 国道49号

- 国道113号
- 国道116号
- 国道289号
- 国道290号
- 国道345号

- 国道350号
- 国道402号
- 国道403号
- 国道459号
- 国道460号

#### 道の駅
- 道の駅阿賀の里
- 道の駅朝日
- 道の駅あがの
- 道の駅加治川
- 道の駅神林

- 道の駅花夢里にいつ
- 道の駅国上
- 道の駅笹川流れ
- 道の駅関川

- 道の駅胎内
- 道の駅豊栄
- 道の駅新潟ふるさと村
- 道の駅みかわ